# Wiener Stadterweiterungsfonds

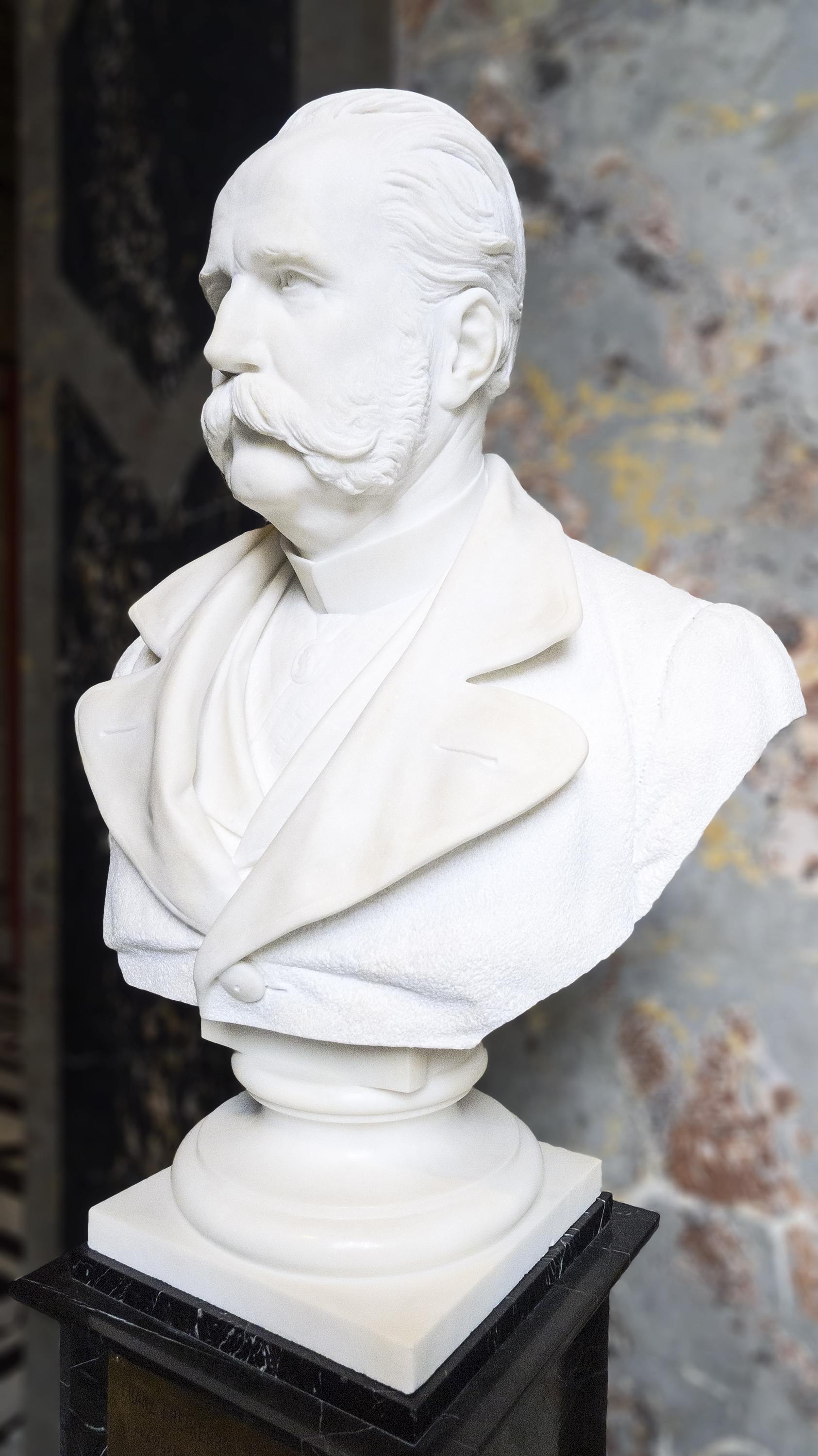
Franz von Matzinger, Leiter des Stadterweiterungsfonds, Büste im KHM

Der 1858 geschaffene und 2017 aufgelöste Wiener Stadterweiterungsfonds entstand als Instrument der städtebaulichen Umgestaltung der Wiener Altstadt aus Anlass des Abrisses der Basteien Wiens und der Bebauung der dadurch frei werdenden Flächen sowie des der Stadtbefestigung vorgelagerten Glacis. Seine letzten drei Liegenschaften verkaufte er erst nach der Jahrtausendwende.

## Geschichte

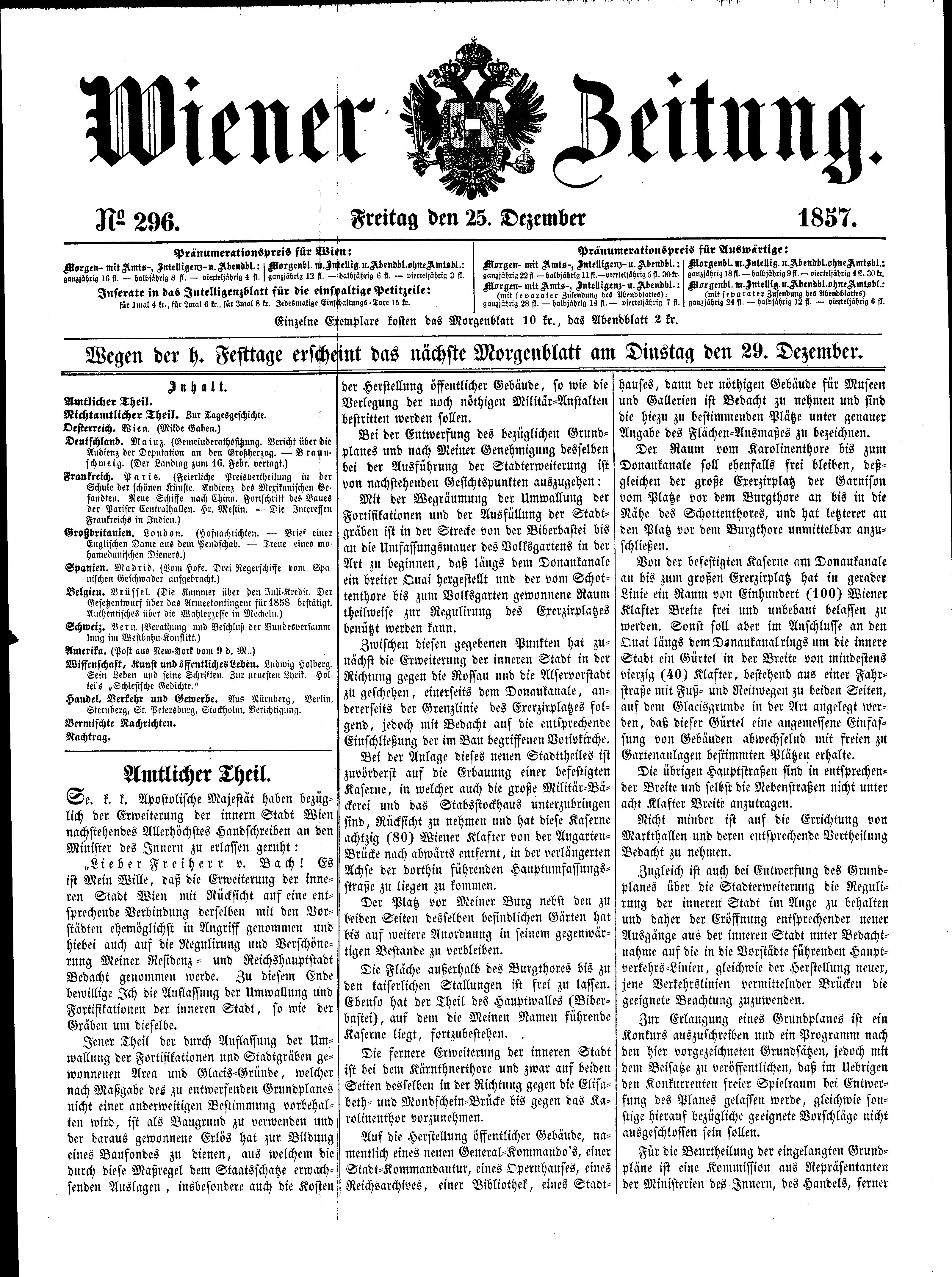
Die Wiener Zeitung vom 25. Dezember 1857 mit dem kaiserlichen Handschreiben, der Rechtsgrundlage des Stadterweiterungsfonds

Der von dem Spitzenbeamten des Innenministeriums Franz von Matzinger konzipierte und über Jahrzehnte geleitete Fonds ressortiert im Bundesministerium für Inneres (also bei der Bundesverwaltung, nicht der Gemeinde Wien). Der Fonds organisierte während der Gründerzeit den Verkauf (zuweilen auch den Tausch) der parzellierten Grundstücke und die Finanzierung der öffentlichen Repräsentationsbauten der Ringstraßenzone.
Die Glacis-Gründe waren ursprünglich im Besitz der Wiener Genie-Direktion des Heeres. Am 14. Mai 1859 wurde das Eigentum an dieser Fläche an den Stadterweiterungsfonds übertragen. Die Basteien wurden im Zeitraum 1858–1865 sukzessive dem Fonds übergeben. Der Fonds bezog seine Einkünfte aus der Parzellierung und dem Verkauf dieser Baugründe, wobei er auf Wunsch den Bauwerbern Hypothekar-Kredite gewährte. Zur Stimulierung der privaten Bautätigkeit in der Stadterweiterungszone wurde Steuerfreiheit für Neu-, Um- und Zubauten für einen Zeitraum von bis zu 30 Jahren gewährt. Um in den Genuss dieser Steuerbefreiung zu kommen, musste mit dem Bau binnen eines Jahres begonnen werden, und der Bau musste innerhalb von drei Jahren fertiggestellt sein. Dadurch wurde verhindert, dass Grundstücke als Spekulationsobjekte brach gelassen werden.
Die Kosten des Stadterweiterungsfonds bestanden aus der Demolierung der Stadtbefestigung, der Ablöse für die dabei zerstörten Häuser auf den Basteien, dem Bau der öffentlichen Gebäude an der Ringstraße, der Anlage des Franz-Josefs-Kais und dem Bau neuer Brücken über den Donaukanal. Der öffentlich-rechtliche Fonds war nicht Teil des Staatsvermögens und unterlag nicht der Kontrolle des Rechnungshofs.
Die Bilanz 1858 bis 1914 des Stadterweiterungsfonds fiel dabei positiv aus. Einnahmen von 112.525.831 Gulden (ca. 990 Mio. Euro) standen Ausgaben von nur 102.329.696 Gulden (ca. 901 Mio. Euro) gegenüber; es wurde also ein Überschuss von 10.196.135 Gulden (ca. 90 Mio. Euro) erwirtschaftet.
Weniger positiv war das ökonomische Ergebnis für die Gemeinde Wien, die die Infrastruktur (z. B. das Kanalsystem) für die neu entstehenden Stadtviertel beisteuern musste und sich in dieser Periode schwer verschuldete. Der Gemeinde entstanden 1858–1914 für die Stadterweiterung Kosten in Höhe von 27.609.619 Gulden (ca. 243 Mio. Euro). Die Gemeinde Wien hatte vergeblich reklamiert, einen Anteil am Erlös der Grundstücksverkäufe zu erhalten. Auch ein Mitspracherecht bezüglich des Verbauungsplans wurde ihr verweigert. Am 29. April 1860 wurde die Beteiligung der Gemeinde endgültig abgelehnt. Diese hatte sich vergeblich darauf berufen, Stadterweiterungsgründe im 16. Jahrhundert für die Errichtung von Befestigungsanlagen zur Verfügung gestellt zu haben. Die Kommune konnte lediglich die im Stadterweiterungsbereich geplante befristete Befreiung der privaten Bauherren von städtischen Abgaben reduzieren. Der Aufgabenbereich der Gemeinde beschränkte sich auf die Durchführung und Finanzierung der Kanalisation, der Gasversorgung (für Heizung und Beleuchtung) und der Pflasterarbeiten der Ringstraße.
Aus der konfliktbeladenen Konstellation zwischen Staat und Gemeinde entstanden und entstehen bis in die jüngste Zeit gewisse Probleme und Reibereien mit der Gemeinde Wien, aber auch unerwartete positive Effekte. So setzte sich die Gemeindeverwaltung, gerade weil sie von der Verwertung der Immobilien der Ringstraßenzone ausgeschlossen blieb, umso energischer für die Erhaltung größerer Grünflächen ein.

### Von 2005 bis zur Auflösung 2017
Der Stadterweiterungsfonds verkaufte 2008 seine letzten Grundstücke. Der Fonds hatte einen ehrenamtlichen Leiter und keine Angestellten. 2013 prüfte der Rechnungshof den Fonds und kritisierte seine Gebarung, vor allem weil die drei letzten noch verbliebenen Grundstücke sehr billig verkauft wurden. Eine 83 m² große Wohnung in der Postgasse wurde 2005 um sehr moderate 225.000 Euro verkauft. Eine 1.032 m² große Grünfläche an der Mölker Bastei verkaufte man 2008 um 15.000 Euro; für diese Transaktion wurden „Beratungshonorare“ von 41.000 Euro verrechnet. Ein 9.727 m² großes Grundstück am Heumarkt, beim Eislaufverein, wurde 2008 um 4,2 Mio. Euro verkauft, obwohl zwischenzeitlich Anbote bis zu 9 Mio. Euro vorlagen. Aus dem Erlös wurden – zum Teil satzungswidrig – karitative, wissenschaftliche und religiöse Zwecke bedacht. So wurde 1 Mio. Euro an den Österreichischen Integrationsfonds gespendet, dessen Geschäftsführer gleichzeitig der Geschäftsführer des Stadterweiterungsfonds war.
Eine Satzungsänderung, die dies 2009 sanieren sollte, wurde vom Rechnungshof als dem Willen des Fondsgründers widersprechend charakterisiert. Der Rechnungshof forderte ab 1961 die Auflösung des Stadterweiterungsfonds. 
Gegen den ehemaligen Leiter des Stadterweiterungsfonds, Alexander Janda, wurde im Mai 2013 Strafanzeige erstellt. Im Jahr 2020 wurden schließlich alle vier Angeklagten, auch Janda, freigesprochen. Ihnen konnte kein wissentlicher Befugnismissbrauch nachgewiesen werden.
Der Fonds wurde am 8. März 2017 aufgelöst, der Bescheid wurde am 13. April 2017 rechtskräftig. Das Vermögen von 340.000 Euro ging zu gleichen Teilen an das Parlament, das Kunsthistorische Museum und die Wiener Secession.